# Patrick Vervoort
Patrick Felix Vervoort (Beerse, 1965. január 17. – ) belga válogatott labdarúgó.

## Pályafutása

### Klubcsapatban
1982 és 1987 között a Beerschot AC csapatában játszott. 1987-től 1990-ig az Anderlecht játékosa volt és két belga kupát nyert. Az 1990–91-es szezonban Franciaországban a Girondins Bordeaux játékosa volt. Az 1991–92-es idényt Olaszországban az Ascoliban töltötte. 1992 és 1994 között a Standard Liège csapatát erősítette. 1994-ben Hollandiába az RKC Waalwijk együtteséhez igazolt, ahol két évig játszott. 1996 és 1997 között a portugál Vitóriában szerepelt. Később játékosa volt még a SC Toulon (1997–98) és a KFC Schoten SK (1998–99) együttesének.  

### A válogatottban
1986 és 1991 között 32 alkalommal szerepelt a belga válogatottban és 3 gólt szerzett. Részt vett az 1986-os és az 1990-es világbajnokságon.

## Sikerei
Anderlecht
- Belga kupagyőztes (2): 1987–88, 1988–89
- Belga szuperkupagyőztes (2): 1985, 1987
- KEK-döntős (1): 1989–90

Standard Liège
- Belga kupagyőztes (1): 1992–93